# PGC 69714
PGC 69714 est une galaxie spirale située dans la constellation du Toucan. Sa vitesse par rapport au fond diffus cosmologique est de 3 056 ± 16 km/s, ce qui correspond à une distance de Hubble de 45,1 ± 3,2 Mpc (∼147 millions d'al). Cette galaxie a été découverte par l'astronome américain DeLisle Stewart.

## Découverte
L'astronome écossais James Dunlop a observé cette galaxie le 5 septembre 1826 avec son petit télescope (en) de 9 po (23 cm) de fabrication maison. Il l'a décrit comme une nébuleuse peu lumineuse elliptique parallèle à l'équateur d'environ 25 " et 12 " en longueur et de 15" en largeur. Mais, la position indiquée par Dunlop est à 3' de cette paire de galaxies d'apparence similaire aux galaxies des Antennes. DeLisle Stewart a de nouveau indentifié IC 5250 sur des plaques photographiques prises le 21 aout et il a publié une position très précise de la galaxie. Il est en conséquence crédité de la découverte de celle-ci.

## Identification
La galaxie décrite sur cette page est la composante occidentale (PGC 69714) de la paire. La composante orientale est IC 5250 (PGC 69713), mais l'utilisation de notation non conventionnelle peut induire en erreur. Par exemple, pour la base de données NASA/IPAC, la composante orientale est IC 5250 et PGC 69174 est IC 5250A. Cependant, pour la base de données HyperLeda, c'est PGC 69713 qui est IC 5250A. Finalement, Simbad emploie une désignation différente pour PGC 69714, soit IC 5250B.